# 宝塔橋街道
宝塔橋街道（ほうとうきょうがいどう）は、南京市鼓楼区の街道。現行行政地名は宝塔橋街道燕江路社区、宝塔橋街道幕府西路社区などの社区12個がある。

## 行政区画
社区12個を管轄する。
| 番号 | 社区名         | 番号 | 社区名         |
| ---- | -------------- | ---- | -------------- |
| 01   | 幕府西路社区   | 07   | 燕江路社区     |
| 02   | 象山社区       | 08   | 燕江園社区     |
| 03   | 水関橋社区     | 09   | 恒盛嘉園社区   |
| 04   | 依山郡社区     | 10   | 金陵二村社区   |
| 05   | 方家営社区     | 11   | 金陵新四村社区 |
| 06   | 宝塔橋東街社区 | 12   | 金陵新六村社区 |

## 施設
・介護施設：
・図書館：

### 交通
・地下鉄の駅：

### 教育
・大学：
・中学：
・小学：

### 医療
・病院：

### 娯楽
・体育館：